# 574년

## 연호
- 남진(南陳) 태건(太建) 6년
- 후량(後梁) 천보(天保) 13년
- 북제(北齊) 무평(武平) 5년
- 북주(北周) 건덕(建德) 3년
- 신라(新羅) 홍제(鴻濟) 3년

## 기년
- 남진(南陳) 선제(宣帝) 6년
- 북제(北齊) 후주(後主) 10년
- 북주(北周) 무제(武帝) 14년
- 신라(新羅) 진흥왕(眞興王) 35년
- 고구려(高句麗) 평원왕(平原王) 16년
- 백제(百濟) 위덕왕(威德王) 21년

## 문화
- 신라 진흥왕의 어머니 지소태후가 불국사를 중건하다.

## 탄생
- 신라의 왕족 만명부인

## 사망
- 7월 13일 - 교황 요한 3세, 61대 로마 교황.